# 은 (봉상)
은(殷, ? ~ ?)은 전한 초기의 관료이다. '은'은 이름자로, 성씨는 알 수 없다.

## 행적
전한 경제 3년(기원전 154), 봉상에 임명되었다.

## 출전
- 반고, 《한서》 권19하 백관공경표(百官公卿表) 下

| 전임 원앙 | 전한의 봉상 기원전 154년 ~ 기원전 153년? | 후임 두팽조 |